# Wronów (powiat krotoszyński)
Wronów – osada w Polsce położona w województwie wielkopolskim, w powiecie krotoszyńskim, w gminie Krotoszyn.
Znajduje się ok. 9 km na północny zachód od Krotoszyna, przy drodze lokalnej Benice-Kaniew. W centralnej części osady mieści się gospodarstwo rolne Skarbu Państwa, znajduje się zespół dworski z niedużym bezstylowym dworem (z 1871 r.), a wokół niego resztki parku o powierzchni 1,34 ha z 2. połowy XIX wieku. Niedaleko znajduje się folwark z zabudowaniami częściowo pochodzącymi z końca XVIII wieku. Po zachodniej stronie gospodarstwa wznosi się piętrowy dom rządcy majątku z 1911 roku, kryty wysokim dachem naczółkowym. Przy drodze do Unisławia, znajduje się zespół czworaków z końca XVII wieku, a między nimi stoi wysoki krzyż przydrożny z połowy XIX wieku, wsparty na kamiennym cokole. Północna część wsi to dwa stawy, otoczone niewielkim parkiem. Przy drodze prowadzącej do Unisławia znajduje się przedszkole.
W latach 1975–1998 osada administracyjnie należała do województwa kaliskiego.